# Javni interes
Javni interes je korist, odnosno dobrobit koju ostvaruju ili svi građani, ili velika većina građana ili jedan veliki deo građana kao određena manjinska grupa u zajednici (lokalnoj, regionalnoj, državnoj, odnosno nacionalnoj), a kroz delanje (odluke i aktivnosti) tačno određenih organa vlasti ili organizacija ovlašćenih za vršenje javnih ovlašćenja.
Javni interes, odnosno državni ili opšti interes, su pojmovi koji se obično koriste u političkim raspravama o ekonomskoj politici, kada treba istaći prednosti zajednice kao celine za razliku od privatnih ili ličnih interesa.

## Kriterijumi za utvrđivanje javnog interesa
Postoji nekoliko procedura u procesu utvrđivanja javnog interesa, a to je u stvari odgovaranje na sledeće pitanja:
1. Šta je korist koju očekujemo?
2. Kako dolazimo do te koristi?
3. O čemu je korist koju očekujemo,	odnosno koja tema ili oblast u kojoj očekujemo korist?
4. Sa kojim ciljem želimo da	proizvedemo tu korist?
5. Koji je rezultat, odnosno koja je	korist proizvedena?
6. Kakav je sadržaj izveštaja o	ostvarenoj koristi, odnosno javnom interesu?[3]

## Istorijat javnog interesa
Tokom nekoliko decenija nakon Drugog svetskog rata javni interes je služio kao glavni legitimizacioni osnov planiranja, kako u evropskim pluralističkim demokratskim državama sa tržišnom ekonomijom, tako i u politički monističkim planskim ekonomijama u Istočnoj Evropi. Kada je, početkom osamdesetih godina, taj “samorazumevajući koncept” doveden u pitanje, odnosno kada je došlo do krunjenja uverenja o neporecivoj i lakoj artikulaciji pojma javni interes (i javno dobro), ponovo je otvorena rasprava oko toga na čemu se zasniva i čime se opravdava planska akcija. U jednom delu, osnovna uloga planiranja pratila je “misiju” države javnog staranja i njenu krizu, a tako i dinamiku traženja alternativnih odgovora na tu krizu. Na Zapadu, planiranje je u visokoj meri delegitimisano sa krizom države socijalnog staranja i dolaskom na scenu Nove desnice u mnogim razvijenim zemljama od početka 1980-ih godina naovamo. Na Istoku, pak, ono je znatno delegitimisano slomom boljševičkog socijalizma. I u jednom i u drugom slučaju, međutim, zajednički osnov delegitimizacije čini osporavanje odnosno narušavanje političke ravnoteže u pogledu razumevanja javnih (opštih) interesa koji bi bili prihvaćeni od većine ključnih društvenih aktera.

## Opravdanost javnog interesa
Legitimitet nekog interesa ustvari znači da u zajednici postoji uverenje o njegovoj prihvatljivosti i dopustivosti nastojanja onih kojih se interesi tiču da ga ostvaruju u okviru postavljenih normi i pravila. Legitimitet javnog interesa doći će u pitanje ako on ne uspeva da zadovolji određena osnovna očekivanja i potrebe, odnosno ako je poljuljano široko rasprostranjeno uverenje da su upravo postojeće institucije i organizacije najprikladnije za društvo i da one funkcionišu ispravno. 

## Savremene koncepcije javnog interesa
Brojne interpretacije pitanja javnog odnosno opšteg interesa mogu se svrstati u okviru triju dominirajućih političko-filozofskih koncepcija opšteg (javnog) dobra i borbe “između paradigmi”:
- Habermasova koncepcija legitimnih potreba i individualnih interesa koji se mogu “poopštiti” (“generalizability of individual interests”);

- Marksova koncepcija klasnog interesa, prema kojoj se razni pojedinačni interesi mogu generalizovati u najviše dve grupe, međusobno konfliktnih socioekonomskih (klasnih) interesa;

- Savremeni liberalistički (pluralistički) model, prema kojem su svi razni pojedinačni interesi legitimni i opravdani po sebi (osim, naravno, onih duboko destruktivnih).[4]

Prema Virdžiniji Held, značenje pojma javni interes je promenljivo i zavisi od konkretnog sociopolitičkog konteksta u kome interes treba ostvariti, kao i od načina na koji se javni interes pokušava postići. 
Prema njoj, postoje tri velike grupe teorija javnog interesa: 
1. Teorije “prevage”, koje javni interes poistovećuju sa zbirom individualnih interesa (alternativno, sa interesima koji pretežu), mereno na osnovu određenog kriterijuma sumiranja ili korisnosti (na primer, većinsko odlučivanje, rezultat nadmetanja između interesnih grupa, analitičko izračunavanje preferencija i dr.);
2. Teorije zajedničkog  interesa, koje javne interese poistovećuju sa onim interesima koji su zajednički za sve članove zajednice (na primer, sistem vladavine/vlasti, skup pravila prema kojima se rešavaju sporovi i dr.);
3. Unitarne teorije, po kojima javni interes predstavlja određen skup uređenih i međusobno usklađenih vrednosti, a svi drugi pojedinačni zahtevi smatraju se nevaljanim/nelegitimnim (na primer, kao u tvrdnji tradicionalnih marksista da interes revolucionarne radničke klase predstavlja javni interes).[4]

Prema Robertu Dalu, kada se govori o javnom interesu, neophodno je odgovoriti na tri ključna pitanja:
- Čije (kojih aktera) dobro je ujedno i zajedničko dobro?

- Kako se na najbolji način dolazi do saglasnosti o zajedničkom dobru u procesu donošenja kolektivnih odluka?

- Šta je sadržaj zajedničkog dobra, tj., u čemu se ono sastoji?

## Javni interes u medijima
Na javni interes se često pozivaju društveni akteri kada ispostavljaju svoje zahteve medijima, ali javni interes nije fiksna kategorija i ne može da bude isti u svako vreme i u svim društvima. Pored toga, pozivanje na služenje javnom interesu prilikom iznošenja poželjnih ciljeva rada medija je čisto normativan zahtev, a on se iskazuje u zakonima. 
Međutim, pravne formulacije imaju dva nedostatka: 
- brzo zastarevaju i

- imaju tendenciju da stalno proširuju inventar onoga što bi mediji i novinari trebalo da čine ili ne čine u ime javnog interesa.

Denis Mek Kvejl je objasnio relaciju između javnog interesa i medija ogledom o prirodi javnog interesa u javnom komuniciranju. Primenio je metode komparativnog posmatranja i analize sadržaja žestokih debata (svađa) o javnom interesu i medijima u velikom broju demokratskih zemalja. On je beležio učestalost navođenja zahteva i ciljeva koji su se iznosili u raspravama o tome šta bi mediji trebalo da čine ili da ne čine u svom matičnom društvu. U savremenim društvima formirao se uglavnom isti kontekst za funkcionisanje medija: štampa ekonomski i tehnološki propada; radiodifuzija je skoro u svakom kutku planete komercijalni poduhvat; publika sve više koristi digitalne na uštrb masovnih medija; dostup svetskim medijima i mrežama je lak; pojedinci odlučuju o izboru vremena, mesta i sadržaja koje žele da prime, itd. Savremeni društveno-ekonomski sistemi su danas sličniji nego ikada pre u istoriji jer proces globalizacija stalno briše razlike između država.
Prema saznanjima Mek Kvejla, društveni poredak se centrira oko neoliberalne, kapitalističke ideologije, to jest njenih ključnih vrednosti kao što su neprikosnovenost svojine, slobodno tržište i pluralistička, predstavnička demokratija. On je uočio pet univerzalnih zahteva za poželjno funkcionisanje medija i novinara, kako bi radili u skladu sa javnim interesom:
- sloboda,
- raznovrsnost,
- kvalitet	informacija,
- društveni	poredak i solidarnost i
- kulturni	poredak.